# پوروی (استان بورگاس)
پوروی (به بلغاری: Poroy) یک منطقهٔ مسکونی در بلغارستان است که در پوموریه واقع شده‌است.